# Alfonso González Archundia
Alfonso González Archundia (Ciudad de México, 14 de junio de 1934) es un exárbitro de fútbol mexicano.

## Trayectoria
Fue árbitro FIFA en 1967 y por ende, participó en las eliminatorias hacia la Copa Mundial de 1970, más precisamente en los juegos  de Haití contra Trinidad y Tobago y el Costa Rica frente Jamaica.
En la Primera División de México 1970-71, recibió el premio de Silbato de oro por ser el mejor juez de dicha temporada.
Pero sus mejores experiencias las vivió en la Copa Mundial de 1974 y 1978, celebrados en Alemania Federal y Argentina respectivamente, donde también fue juez de línea en la final en territorio alemán.